# .wf
.wf és el domini de primer nivell territorial (ccTLD) de Wallis i Futuna. L'administra el NIC francès, i hi poden fer registres tots els residents a la Unió Europea.
L'abril de 2008, l'AFNIC va anunciar la creació dels primers tretze dominis sota .wf.